# Susan Gillespie
Pour les articles homonymes, voir Gillespie.
Susan D. Gillespie, née en 1952, est une universitaire américaine archéologue et anthropologue, distinguée pour ses recherches sur les cultures pré-colombiennes de la Mésoamérique, notamment celle des Maya, des Olmèques et des Aztèques. Directrice associée du département d'anthropologie de l'université de Floride de 2003 à 2009, elle est depuis 2009 professeur associée du département. En 2010, elle a été élue pour 3 ans membre du conseil d'administration de la société américaine d'anthropologie. 
Son premier livre publié en 1989, The Aztec Kings: The Construction of Rulership in Mexica History, a reçu le prix de la Société américaine d'ethno-histoire Erminie Wheeler-Voegelin en 1990. En 2002, elle a reçu le prix Gordon Willey de l'association américaine d'anthropologie pour son article Rethinking Ancient Maya Social Organization: Replacing Lineage with House.  